# یسیسا توسکانینی
یسیسا توسکانینی (به انگلیسی: Yésica Toscanini) (زاده ۲۶ مارس ۱۹۸۶) مدل آرژانتینی است.
او در مسابقات ورزشی شناخته شده در سالهای ۲۰۰۶ و ۲۰۰۷ ظاهر شد و برای پوشش مجله آرژانتینی Cosmopolitan و دو بار برای مجله Para Ti عکسبرداری شده است. همچنین در فهرست Abercrombie & Fitch در سال ۲۰۰۶ ظاهر شد. او در موزیک ویدیوی فیلم "Enrique Iglesias" از طرفداران دبیرستان Enrique Iglesias بازی کرد .
در سال ۲۰۰۸ وی برای کمپین تبلیغاتی بهار و تابستان Intimissimi انتخاب شد.